# Сретенская церковь (Александров)
Сретенская церковь (церковь Сретения Господня с больничным корпусом) — православная церковь в Александрове на территории Успенского монастыря (Александровской слободы). Построена в XVII веке. Образует единое здание с больничным корпусом монастыря.

## История
Церковь и больничный корпус (богадельня) были выстроены в 1680-х гг. в юго-восточном углу монастыря, где располагалось кладбище. В подвале под алтарём церкви были похоронены сёстры Петра I Марфа и Феодосия. Церковь пострадала при пожаре 1858 года, при восстановлении были перестроены завершения, также был серьёзно изменён по проекту архитектора Н. А. Артлебена больничный корпус.

## Архитектура
Комплекс представляет интерес благодаря соединению в нём различных функций и редкой типологии. Небольшая церковь, прямоугольная в плане, примыкает к южному торцу протяжённого одноэтажного больничного корпуса. Стены кирпичные (кроме подвала и цоколя восточной половины церкви, сложенных их белого камня), побеленные. Восточная часть церкви представляет собой невысокий четверик, которые венчает единственная глава. Западная часть храма ещё ниже, её завершает арка звонницы. С запада к корпусу пристроено крыльцо с русским декором. Древние части памятника декорированы очень слабо, что нетипично для храмов XVII века. К их декору относятся лопатки, на которые опирается простой карниз, а также заглубления, обрамляющие окна, прямоугольные для окон основного этажа и имеющие коробовую перемычку для окон подвала. Внутри перегородка отделяет от повышенного основного зала церкви трапезную, в перегородке сделаны три арочных прохода. Над помещениями сомкнутые своды с распалубками. Окна снабжены коваными кубоватыми решётками. Трапезная соединяется низким переходом с корпусом, который поделен по длине на четыре неравных помещения. Подвал под основным залом церкви достигает 3 м в высоту.